# Érasme de Formia
Pour les articles homonymes, voir Erasme (homonymie), Saint Elme et San Telmo.

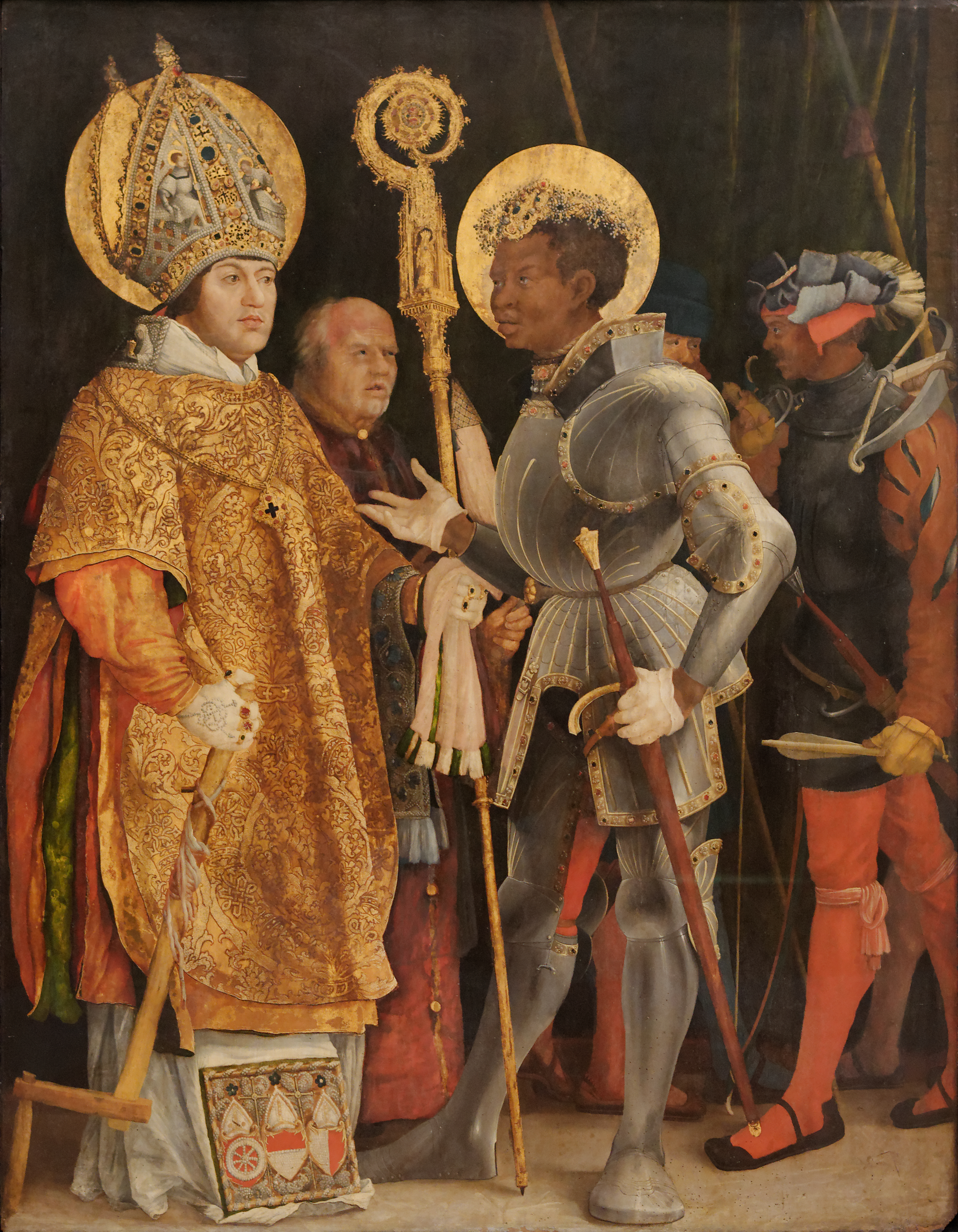
Saint Érasme (à gauche) et saint Maurice. Huile sur bois de Matthias Grünewald, 1520-1524.

Saint Érasme de Formia, né vers 253 et mort vers 303, aussi connu sous le nom de saint Elme, est un saint, un évêque de Formia et un martyr chrétien. Il est également le saint patron des marins. Le feu de Saint-Elme est nommé en son honneur. Érasme ou Elme est aussi l'un des quatorze saints auxiliaires de la tradition occidentale, vénérés en Europe centrale comme intercesseurs

## Mythe

### Source
Les Actes de saint Elme ont été en partie compilés à partir de légendes qui le confondent avec un évêque syrien, Érasme d'Antioche. Jacques de Voragine, dans sa Légende dorée, le montre comme un évêque à Formia sur toute la Campanie, comme un ermite sur les montagnes libanaises et comme un martyr lors des persécutions de l'empereur romain Dioclétien.

### Légende de sa vie
D'après la légende, lorsque les persécutions de Dioclétien commencèrent, Érasme fut appelé à comparaître devant un juge, fut battu, on lui cracha dessus. Il fut ensuite mutilé jusqu'à ce que ses veines éclatent[Quoi ?]. Érasme souffrit cela avec un enthousiasme formidable. Érasme fut ensuite jeté dans une fosse contenant des serpents et des vers, puis de l'huile bouillante et du soufre furent versés sur lui mais « il restait à l'intérieur comme s'il se trouvait dans de l'eau fraiche, remerciant et louant Dieu ». La foudre et le tonnerre vinrent ensuite frapper ses opposants et sauvèrent Érasme, le saint étant protégé des éclairs. Dioclétien le fit jeter dans une autre fosse mais un ange vint le délivrer en tuant les vipères et les vers[réf. nécessaire].
Vint ensuite l'empereur romain Maximien Hercule qui, d'après Voragine, « [...] était bien pire que Dioclétien ». Érasme ne voulait pas s'arrêter de prêcher l'Évangile, il fut à nouveau persécuté, notamment par la plongée dans un bain bouillant qui lui fut aussi versé dans la bouche, par l'enfermement dans une combinaison de métal brûlant, avant qu'un ange ne l'emmène en sécurité. L'empereur en fut contrarié et le fit enfermer dans un tonneau rempli de pointes saillantes, qu'il fit rouler du haut d'une montagne ; un ange le guérit à nouveau. D'autres tortures s'ensuivirent :
«  Ses dents furent [...] retirées hors de sa tête avec pinces de fer. Après qu'ils l'eurent attaché à un poteau, ils le rôtirent sur une grille de fer... et clouèrent des clous métalliques dans ses doigts, puis arrachèrent ses yeux hors de sa tête avec leurs mains, et après avoir jeté l'évêque à terre nu et avoir attaché son cou, ses bras et ses jambes avec de forts cordages à des chevaux, afin que les veines de son corps éclatent. »
Cette version de la Légende dorée ne raconte pas comment Érasme fuit sur le mont Liban et survit en se nourrissant de ce que les corbeaux lui apportaient à manger, un mythème pré-chrétien intéressant. Lorsqu'il fut capturé à nouveau, il fut amené devant l'empereur et battu, puis enduit de poix et enflammé (comme les premiers chrétiens dans les jeux de Néron), mais survécut tout de même. Il fut jeté en prison avec l'intention de l'y faire mourir de faim mais il parvint tout de même à s'enfuir.
Il fut encore capturé et torturé à nouveau dans la province romaine d'Illyricum, après avoir prêché ardemment et converti de nombreux païens au christianisme. Finalement, d'après la légende, son estomac fut ouvert en deux et ses intestins enroulés autour d'un cabestan. Cette légende tardive pourrait s'être développée en interprétant une icône le montrant avec un cabestan, signifiant son patronage des marins.

## Patron des marins
Érasme serait devenu le saint patron des marins car il aurait continué à prêcher après qu'un éclair eut frappé le sol près de lui. Ceci incita les marins, qui craignent le danger des orages en mer, à le prier dans ces circonstances. Les décharges électriques au niveau des têtes de mât des navires furent vues comme un signe de sa protection et furent ainsi appelées « feux de Saint-Elme ».

### Autres patronages
En plus des marins, Érasme est aussi prié pour la colique des enfants, les maladies intestinales, les crampes et les douleurs des femmes au travail de l'enfantement, ainsi que pour lutter contre la peste.

## Relique
Grégoire le Grand écrit au VIe siècle que sa relique était préservée dans la cathédrale de Formia (Italie). Quand cette ville fut rasée par les Sarrasins en 824, la dépouille d'Érasme fut transférée à Gaète. Il est à présent le saint patron de Santeramo in Colle, Gaète et de Formia.

## Galerie

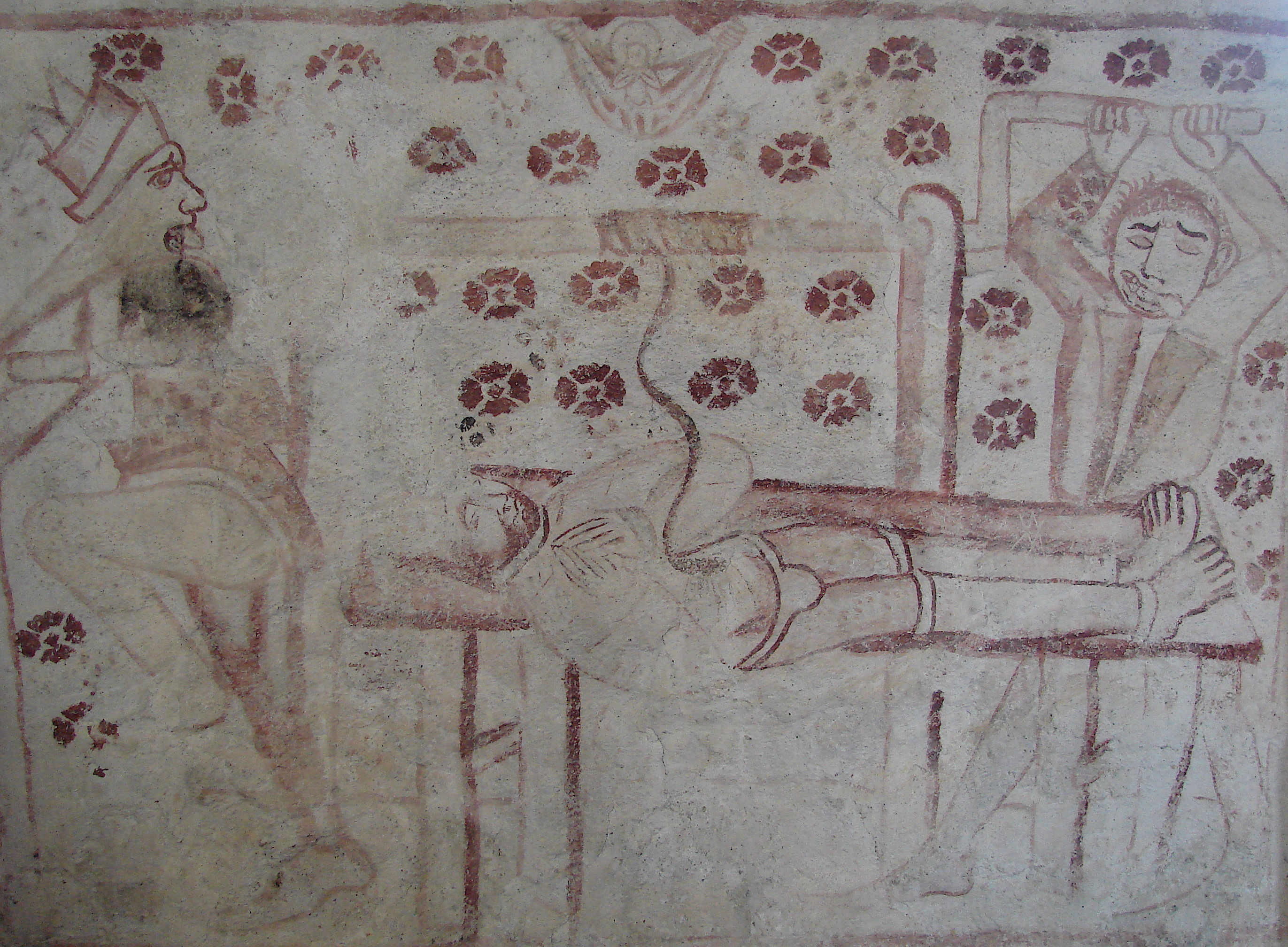
Fresque du XVe siècle montrant les tortures de saint Elme (entrailles enroulées autour d'un treuil), église Sainte-Marie de Båstad, Suède.
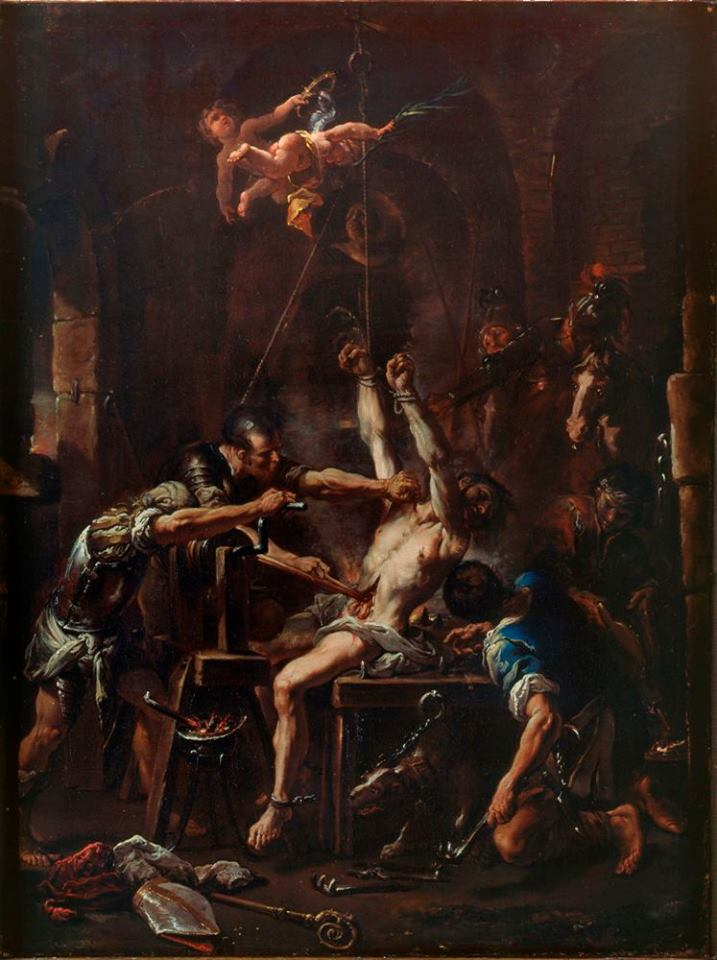
Martyre de saint Érasme, 1697, Sebastiano Ricci, pinacothèque de Brera, Milan.
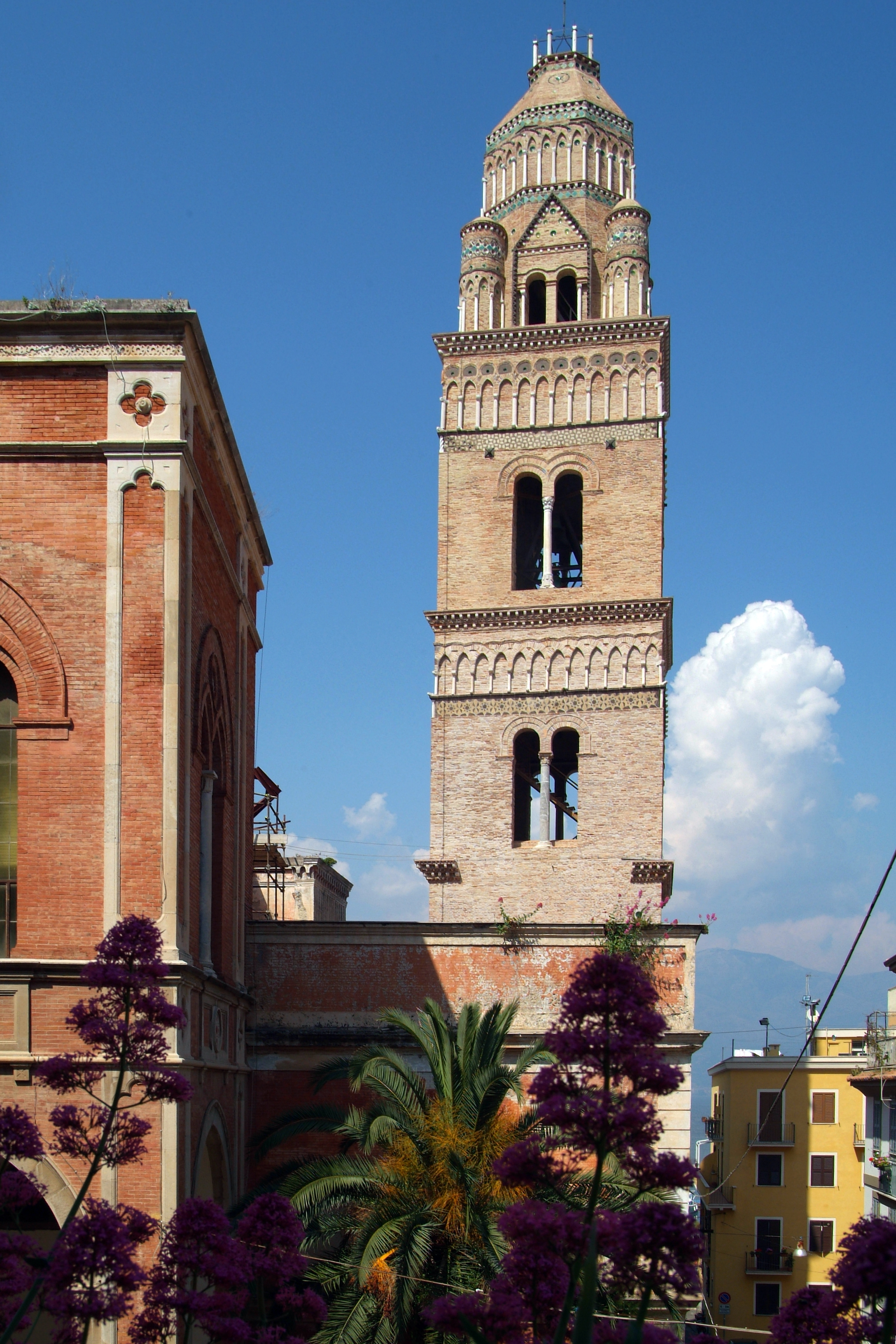
Le campanile de la cathédrale des-Saints-Érasme-et-Marcien-et-de-N.-D.-de-l'Assomption à Gaète.